# Édition génomique

Schéma général du processus de modification localisée du génome.

L'édition génomique ou modification localisée de séquence génomique (genome editing pour les anglophones) regroupe un ensemble de techniques de manipulation du génome visant à la modification du matériel (et donc de l'information) génétique. Ces techniques sont plus précises et ciblées que les techniques OGM historiques qui consistent à modifier ces organismes par transgenèse, procédé qui introduit un fragment d'ADN exogène à un emplacement aléatoire du génome.
Les termes « édition génomique » ou « édition du génome », bien que couramment employés, sont à éviter car contrairement au mot anglais « editing », le mot « édition » ne signifie pas « modifier, corriger, retoucher ». L'expression « édition génétique » est aussi à éviter car ayant un autre sens.
Ces techniques peuvent être appliquées aux plantes, aux animaux, aux champignons et aux organismes unicellulaires, procaryotes ou eucaryotes. Certains laboratoires proposent aussi de les appliquer au génome humain.

## Potentialités et limites
Les approches de modification localisée du génome sont utilisées en recherche fondamentale et dans l'industrie pour produire des cellules ou des organismes génétiquement modifiés. Ces techniques sont plus précises que les approches de transgenèse qui introduisent des modifications génétiques (souvent sous la forme d'ADN exogène) au hasard dans le génome sans contrôle précis du site d'insertion. Elles sont également plus efficaces que les premières approches de modification génétique basées sur la recombinaison homologue spontanée entre une séquence d'ADN exogène et l'ADN génomique.
Ces techniques ont notamment suscité l’espoir de ne pas soulever les mêmes réticences et controverses que les premières générations d’OGM. Certains acteurs de l'industrie agroalimentaire tentent en particulier d'utiliser des lacunes de la législation de certains pays envers les organismes qui sont génétiquement modifiés sans faire appel à un transfert d'ADN d'un organisme à un autre. Au Japon, un conseil consultatif a proposé le 18 mars 2019 d’autoriser, sans évaluation sanitaire préalable, la mise sur le marché d’aliments dont les gènes ont été édités. Ces approches pourraient aussi être appliquées à l'être humain dans l’objectif de corriger des mutations délétères. La possibilité d'utiliser l'édition génomique afin d’améliorer le génome humain, par exemple dans le contexte du transhumanisme ou du post-humanisme, est également anticipée. Cependant la plupart des législations n'autorisent pas l'introduction de modifications génétiques transmissibles à la descendance chez l'homme.
Ces techniques encore émergentes peuvent potentiellement révolutionner la médecine personnalisée et la thérapie génique, ce pourquoi elles ont été mises en valeur par Nature Methods comme « méthodes de l'année » en 2011, mais elles ont aussi rapidement suscité un appât du gain et des mouvements de privatisation aux États-Unis notamment, avec de nombreuses sociétés et jeunes entreprises qui, ayant saisi le potentiel de la technologie CRISPR, ont déclenché une course aux brevets. Face à cette évolution, plusieurs groupes de scientifiques ont en 2015 publiquement attiré l’attention sur des dérives possibles ou en cours concernant des utilisations non éthiques de ces technique,. De plus, des interrogations persistent quant à la spécificité relative des outils utilisés en édition génomique et l'impact que pourraient avoir des mutations hors-cibles. Des incertitudes existent également quant à d'éventuels effets indésirables dans les cellules ou dans l'organisme résultant de l'utilisation de vecteurs pour le transfert des outils de modification génomique.

## Principes de base de l'édition génomique

Principales modifications génétiques introduites à la suite d'une coupure par une nucléase.

Les techniques de modification localisée du génome regroupent des techniques de génie génétique dans lesquelles un ou plusieurs morceaux d'ADN sont insérés, remplacés ou retirés d'un génome. Le mot anglais editing évoque le vocabulaire de l’informatique où la fonction « couper-coller » peut métaphoriquement aussi évoquer les « ciseaux moléculaires » maintenant couramment utilisés en ingénierie génomique.
Ces ciseaux moléculaires sont des nucléases ; des enzymes de restriction qui peuvent sectionner le double-brin d’ADN à des emplacements précis, coupures auxquelles les cellules répondent par des mécanismes de réparation de l'ADN. Le principe de base des approches de modification localisée du génome consiste à utiliser ces mécanismes de réparation de l'ADN afin d'introduire des modifications génétiques. Ici, les scientifiques cherchent à exploiter les mécanismes naturels de réparation de l'ADN :
1. la recombinaison homologue (RH) : c’est un type de réparation par recombinaison génétique où, à la suite d'une coupure de l'ADN, les séquences de nucléotides sont échangées entre des molécules d'ADN identiques ou similaires. Ce mécanisme est aussi à l’œuvre lors du processus de méiose, par lequel les eucaryotes créent des gamètes et de nouvelles combinaisons génétiques. La réparation par recombinaison homologue est extrêmement précise et permet d'effectuer divers types de modifications de l'ADN : mutations ponctuelles (par exemple la mutation d'un nucléotide), insertion d'étiquettes moléculaires (par exemple l'insertion de tags pour la purification biochimique pour le suivi de la localisation cellulaire en imagerie), délétions, etc. En pratique, afin de modifier un gène par recombinaison homologue, il est nécessaire d'introduire dans les cellules : 1) la nucléase dirigée contre le gène à modifier et 2) un ADN donneur qui contient la modification d'intérêt (par exemple un tag) flanqué par des séquences d'ADN dites d'homologie (identiques aux séquences situées de part et d'autre du site de coupure par la nucléase) ;
2. la jonction d'extrémités médiée par micro-homologie (appelée MMEJ pour microhomology-mediated end joining) : cette voie de réparation utilise des séquences homologues de 5-25 paires de bases de part et d'autre du site de coupure, ce qui entraîne des délétions flanquant la coupure initiale[10] ;
3. la jonction d'extrémités non homologues (appelée NHEJ pour non-homologous end joining) : c’est un mécanisme de réparation d'une cassure d'ADN par re-ligation des extrémités. Ce type de réparation de l'ADN est fidèle par défaut mais est sujet à des erreurs[11]. Une réparation à l'identique rétablit le site de liaison à la nucléase, engendrant un nouveau cycle de réparation. Les cycles de coupure-réparation cessent à la suite d'erreurs de réparation sous la forme de petites insertions ou délétions (aussi appelés indels, dont la taille est typiquement de moins de 20 paires de bases).

Génération de délétions et inversions à la suite de deux coupures sur un même segment d'ADN.

Les mutations introduites via ces deux derniers processus, lorsqu'elles surviennent dans une séquence codante, permettent d'inactiver le gène correspondant. L'inactivation peut être complète si la taille des indels n'est pas un multiple de 3 (le code génétique fonctionne par triplets de nucléotides codant des acides aminés), ce qui entraine un décalage du cadre de lecture de la protéine. Si ce décalage survient suffisamment tôt dans la séquence codante, la perte de fonction peut être complète.
Le processus de jonction d'extrémités non homologues peut également être utilisé afin de générer des délétions ou inversions de segments d'ADN. Dans ce cas, deux nucléases coupant de part et d'autre d'un fragment d'ADN sont utilisées. Cela donne lieu à deux événements possibles de réparation : une perte (délétion) de l'ADN excisé ou une inversion de l'ADN suivie d'une re-ligation.

## Les outils de base de la modification génomique: les ciseaux biomoléculaires
Quatre familles de nucléases modifiées ont été développées en laboratoire,, :
1. méganucléases (en anglais : engineered meganuclease re-engineered homing endonucleases) conçues par génie génétique pour reconnaître et cibler des séquences spécifiques du génome ;
2. nucléase à doigt de zinc (en anglais : Zinc finger nucleases ou ZFNs)[14] ;
3. nucléases effectrices de type activateur de transcription (Transcription activator-like effector nuclease ou TALENs) ;
4. Clustered Regularly Interspaced Short Palindromic Repeats ou CRISPR/Cas system ; nucléase programmable naturellement présente chez de nombreuses espèces bactériennes, cet outil facile d'utilisation a conduit à une révolution technologique dès le début des années 2010[15]. Son immense potentiel a aussi déclenché une course aux brevets[16],[17],[18].

Les principaux types de nucléases utilisées pour la modification ciblée du génome.

Les 3 dernières génération de nucléases (ZFNs, TALENs et CRISPR/Cas) sont dites « programmables » car il est possible de définir la séquence d'ADN ciblée. Le système CRISPR/Cas est l'outil d'édition génomique majoritairement utilisé en recherche fondamentale et biomédicale car il est plus facile à programmer que les autres types de nucléases.
Ces outils biomoléculaires ont d’abord été utilisés (et ils le sont aujourd’hui couramment) pour l'analyse génétique, généralement afin de comprendre la fonction d'un gène, d'un groupe de gènes ou des protéines codées par ces gènes.
Chez certains modèles, la mise œuvre des outils de modification ciblée de l'ADN reste difficile. Dans de tels cas, les scientifiques utilisent des méthodes indirectes pour interférer avec l'expression des gènes telles que l'interférence par ARN (siRNA pour small interfering RNA), qui permet de réduire l'expression d'un gène d'intérêt. Cependant, les perturbations obtenues par les approches de siRNA sont souvent incomplètes, peuvent être instables au cours du temps et sont sujettes à d'importants effets indirects.
De surcroît, les approches de modification génomique permettent de modifier et donc d'interférer avec la fonction de séquences d'ADN impliquées dans la régulation de l'expression des gènes comme les amplificateurs transcriptionnels (enhancer en anglais), ce qu'il n'est pas possible de faire avec les approches par siRNA.

### Les méganucléases
Ces enzymes cytotoxiques sont naturellement produites par certaines espèces microbiennes (champignons unicellulaires). Elles présentent une particularité unique qui les a rendu intéressantes pour les biotechnologies : leur séquence de reconnaissance est beaucoup plus grande que les endonucléases bactériennes « classiques » (de 12 à 40 paires de bases) ce qui les rend ainsi naturellement très spécifique,. On connaît un petit nombre de méganucléases, loin de pouvoir couvrir toutes les séquences cibles possibles utiles à la médecine ou recherchées par l’industrie des biotechnologies.
Des techniques de mutagenèse et des méthodes d’analyse à haut débit ont été utilisées pour créer des variantes de méganucléases artificielles capables de reconnaître des séquences d’intérêt médical, scientifique ou commercial.
Une autre piste, qui a donné certains résultats a consisté à fusionner diverses méganucléases existantes, pour créer des enzymes hybrides ciblant une nouvelle séquence. Des scientifiques ont aussi tenté de modifier des méganucléases existantes pour qu’elles reconnaissent des séquences génétiques spécifiques, via un procédé dit « méganucléase rationnellement conçue » (brevet US 8,021,867 B2).
L’introduction contrôlée d’une méganucléase spécifique dans une cellule serait moins toxiques pour la cellule que l’utilisation de procédés de type ZFN, probablement en raison d’une meilleure reconnaissance de la séquence d'ADN recherchée; mais, la construction artificielle de telles enzymes spécifiques est longue et coûteuse et ne bénéficie pas des possibilités combinatoires qui sont celles des méthodes concurrentes telles que ZFN et TALENs.
Les avantages et inconvénients respectifs des diverses méthodes ne sont pas encore clairs et pourraient encore évoluer au gré des avancées scientifiques et techniques.

### Les outils ZFNs et TALENs
Ils sont basés sur un autre concept opérationnel : l'association d'une nucléase non spécifique (qui ne reconnait pas de séquence d'ADN particulière) et de domaines de liaison à l'ADN capables de se lier à des séquences spécifiques (ex : « doigts de zinc » ou effecteurs de type « transcription activator-like »).
Cela nécessitait l'utilisation d'une endonucléase dont la partie consacrée à la reconnaissance de l'ADN était différente de la partie responsable du clivage de l’ADN, une situation rare parmi des enzymes de restriction connues et par ailleurs de pouvoir séparer les deux parties de cette enzyme pour conserver la paire de ciseaux et l’accrocher à une autre molécule jouant le rôle de tête chercheuse. Une telle enzyme a été trouvée à la fin des années 1980 : une enzyme de restriction trouvé chez une flavobactérie (Flavobacterium okeanokoites, et pour cette raison dénommé FokI). En outre, cette enzyme nécessite d'être sous la forme d'un dimère afin de cliver l'ADN. Deux monomères de FokI doivent donc être recrutés indépendamment au niveau d'une séquence d'ADN d'intérêt afin de générer une coupure de l'ADN, ce qui augmente considérablement la spécificité de l'enzyme. La fusion de FokI avec les domaines ZFN et TALE a permis de créer des enzymes de restriction ayant la capacité de reconnaître quasiment toutes les séquences d'intérêt,,.
Le 1er mars 2019, la société Calyxt annonce la commercialisation d'une huile de soja modifiée en utilisant les TALENs. Cette huile, à haute teneur en acide oléique, est exempte de gras trans et offre des graisses saturées réduites comme ingrédient alimentaire.[En quoi ?]

### L'outil CRISPR-Cas
Le système CRISPR-Cas est un système immunitaire procaryote qui confère une résistance contre les éléments génétiques étrangers tels que ceux présents dans les plasmides et les phages,, fournissant une forme d'immunité acquise. L'ARN guide héberge une séquence appelée « spacer » qui aide les protéines Cas (associées à CRISPR) à reconnaître et à couper l'ADN étranger pathogène. D'autres protéines Cas guidées par l'ARN sont capables de couper l'ARN étranger.
Le systèmes CRISPR le mieux étudié est le CRISPR-Cas9 de Streptococcus pyogenes (dont la protéine Cas9 est pour cette raison appelée SpCas9). Des groupes dirigés par Feng Zhang et George Church ont simultanément publié pour la première fois des descriptions de l'édition du génome dans des cultures de cellules humaines en utilisant CRISPR-Cas9,,. Depuis lors, il a été utilisé chez un grand nombre d'organismes, notamment la levure de boulanger (Saccharomyces cerevisiæ),,, l'agent pathogène opportuniste Candida albicans,, le poisson zèbre (Danio rerio), la mouche du vinaigre (Drosophila melanogaster),, des fourmis (Harpegnathos saltator (en) et Ooceræa biroi), des moustiques (Ædes ægypti), des nématodes (Cænorhabditis elegans), des plantes, des souris, des singes et des embryons humains.
Contrairement aux méthodes TALEN et aux nucléases aux ZFNs, le ciblage de l'ADN par Cas9 est direct et ne requiert pas de modification de la protéine mais seulement de l‘ARN guide,. Des versions modifiées de la protéine Cas9 qui se lient mais ne coupent pas l'ADN peuvent être de plus utilisées pour localiser des activateurs ou des suppresseurs de transcription de séquences d'ADN spécifiques afin de contrôler la transcription de gènes d'intérêt,. Le ciblage Cas9 a été notamment simplifié grâce à la création d’ARN chimérique unique. Des scientifiques ont suggéré que la technologie Cas9 avait le potentiel pour modifier les génomes de groupes entiers d'organismes. En 2015, des scientifiques en Chine ont utilisé Cas9 pour modifier le génome d'embryons humains pour la première fois. Depuis 2015 et toujours en Chine, des essais thérapeutiques utilisant la technologie CRISPR-Cas9 ont été amorcés sur des patients atteints notamment de cancers.

### Édition pont
L'édition par pont est une nouvelle approche d'édition génomique présentée comme plus précise. Elle se base sur les séquences d'insertion 110 (IS110), des éléments transposables (« gènes sauteurs ») capables de se déplacer à l’intérieur ou entre génomes chez des organismes procaryotes mais présents chez l'ensemble des organismes vivants. Ils sont constitués d’un gène codant une recombinase — assurant la recombinaison génétique — attaché à une séquence d'ADN non codant. Lorsque l’IS110 s’excise du génome, les extrémités non codantes du brin d’ADN se rejoignent pour produire une molécule d’ARN pont qui se replie en deux boucles. Une des boucles se lie à la recombinase codée et l’autre à la cible où la nouvelle séquence doit s'insérer. C'est le premier exemple de molécule guide bispécifique, capable de spécifier à la fois la séquence d'ADN cible et l'ADN à insérer.
Après reprogrammation, la recombinaison par pont permet de modifier le génome par insertion, excision ou inversion, relatives à une séquence spécifique,.

## Stratégies de contrôle des voies de réparation de l'ADN
Au vu des différents types de réparation qui sont mis en œuvre à la suite d'une coupure de l'ADN, un des problèmes majeurs de l'édition génomique est d'obtenir, parmi les différentes possibilités, la modification désirée. Or le choix du type de voie de réparation d'ADN utilisé est un processus complexe. Ce choix est en partie dicté par la phase du cycle cellulaire dans laquelle se trouvent les cellules au moment de la coupure. La voie de RH répare l'ADN avant que la cellule n'entre en mitose (phase M). Elle se produit pendant et peu après la réplication de l'ADN, dans les phases S et G2 du cycle cellulaire, lorsque les chromatides sœurs sont plus facilement disponibles. La voie NHEJ quant à elle est active pendant toutes les phases du cycle cellulaire. Par conséquent, des modifications précises nécessitant une réparation par recombinaison homologue ont généralement plus de chance de succès dans des cellules à forte prolifération puisque la proportion de cellules qui sont dans les phases S/G2 y est plus importante.
Plusieurs stratégies sont cependant utilisées afin de faciliter l'obtention de la modification génétique d'intérêt.

### Stratégies d'enrichissement des cellules portant une modification génétique
Il s'agit de stratégies permettant la sélection des cellules génétiquement modifiées.
Dans le cas des modifications par HR, la stratégie d'enrichissement la plus courante est l'insertion, en plus de la modification d'intérêt, d'un marqueur de sélection. Les marqueurs de sélection les plus employés sont principalement les gènes de résistance à des antibiotiques permettant une sélection positive par traitement antibiotique des cellules modifiées et des gènes codant des protéines fluorescentes qui permettent de trier les cellules modifiées génétiquement par cytométrie en flux.

### Stratégies visant à biaiser l'utilisation des voies de réparation
Les voies MMEJ et NHEJ étant prépondérantes sur la voie de RH dans la plupart des types cellulaires, plusieurs types de stratégies sont développées afin de favoriser la réparation par RH. Une première stratégie consiste à inhiber la voie NHEJ ce qui favorise l'utilisation voies de réparation alternatives MMEJ ou RH,.
Une deuxième stratégie utilise la nucléase comme plateforme pour le recrutement de composants de la machinerie moléculaire de RH afin de favoriser localement l'utilisation de ce type de réparation,.

## Risques et controverses
Comme d’autres méthodes de manipulation du génome, les approches de modification locale du génome fait l’objet de controverses en particulier dans le cadre d'applications à l'homme.
Ainsi deux groupes de scientifiques ont respectivement publié en 2015 dans les la revue Science et dans la revue Nature un appel à moratoire dans le domaine de la correction génomique appliquée au génome humain (y compris par des manipulations portant sur les gènes présents dans le sperme, les ovules et les embryons humains, car si les ciseaux à ADN permettent théoriquement de combattre certaines maladies par la thérapie génique, ils permettent aussi (par n’importe quelle personne ayant une simple formation de base à la biologie moléculaire) d’introduire des informations génétiques nouvelles, et éventuellement délétères.
Ces scientifiques estiment que le bond technologique récent qui nous permet de facilement modifier notre patrimoine génétique et celui d’autres êtres vivants (éventuellement disparus) doit faire l’objet de réflexions éthiques approfondies (ils s’inquiètent par exemple de rumeurs qui laissent penser que des chercheurs chinois ont expérimenté des modifications de génomes sur des bébés humains et de voir des exemples comme la proposition faite en 2012 par George Church, promoteur de la biologie de synthèse, de reconstituer intégralement le génome de l’homme de Néandertal à partir de celui de l’Homo sapiens. Ces chercheurs craignent que la mauvaise publicité faite par de telles expériences puisse engendrer dans le public et chez les décideurs des réactions d’hostilité à ces techniques, y compris pour des usages légitimes (thérapie génique).
Dans les commentaires respectivement publiés en ligne dans Science le 19 mars 2015 et dans la revue Nature le 12 mars 2015, ces deux groupes de chercheurs font des propositions de mesures à prendre par la communauté scientifique pour constituer un cadre éthique et sécurisé à ces biotechnologies émergentes.